# Família Atrepatuni
Atrepatuni (em armênio: Ատրպատունի; romaniz.: Atrpatuni) ou Trepatuni (Տրպատունին, Trpatuni) foi uma família nobre armênia (nacarar) da Antiguidade e Idade Média.

## História
Os Atrepatunis foram referidos na História da Armênia de Moisés de Corene sob o nome Truni. Segundo o relato desse cronista, a família se originou dos 15 filho de Toir, que viveu no reinado de Orontes IV (r. 212–200 a.C.) e serviu como seu confidente. Moisés alegou que Truni é uma referência ao nome de Toir, mas é mais provável supor que esse nome seja um epônimo inventado sem relação etimológica com o nome da família. Com a eventual deposição de Orontes e a ascensão de Artaxias I (r. 189–160 a.C.), os Atrepatunis (Trunis) foram elevados à posição de príncipes. Viviam na província de Vaspuracânia, onde governavam o distrito de Atropatúnia/Atrepatúnia.
A Lista Militar (Զորնամակ, Zōrnamak), o documento que indica a quantidade de cavaleiros que cada uma das famílias nobres devia ceder ao exército real em caso de convocação, afirma que podiam arregimentar 400 cavaleiros, dos quais 100 provinham no núcleo territorial da família (Trepatuni), e os demais de seus outros territórios (Truni). No contexto da revolta de Vardanes II (r. 450–451) contra o xainxá Isdigerdes II (r. 438–457), membros da família lutaram ao lado dos rebeldes na Batalha de Avarair de 26 de maio de 451, mas seus nomes não foram mencionados. Continuaram a ser mencionados nas fontes até meados do século IX, quando serviam como vassalos da família Arzerúnio.